# Куслап, Вольдемар Арнольдович
Во́льдемар Арно́льдович Ку́слап (эст. Voldemar Kuslap; 24 сентября 1937, Гдов, Псковский округ, Ленинградской области СССР) — эстонский и советский певец, баритон. Актёр кино. Заслуженный артист Эстонской ССР (1973).

## Биография
Выпускник музыкальной школы им. Хейно Эллера в Тарту. В 1968 году окончил Таллинскую государственную консерваторию (по классу пения, ученик В. Гурьева).
В 1964—1965 годах — солист оперетты Государственного академического театра оперы и балета Эстонской ССР.
В 1974—1979 годах преподавал в Таллинской музыкальной школе.
Выступал на эстонской сцене в течение сорока семи лет. Пел в опере, опереттах, мюзиклах и на эстраде.
Снимался в кино.
В мае 2010 года прокуратура выдвинула против В. Куслапа обвинение в причастности к преступным действиям по отношению к двум несовершеннолетним детям. Куслап не признал себя виновным, но согласился с процедурой урегулирования.

## Избранная фильмография
- 1966 — Что случилось с Андресом Лапетеусом? / Mis juhtus Andres Lapeteusega?
- 1968 — Мужчины не плачут / Mehed ei nuta — молодой донжуан
- 1970 — Украли Старого Тоомаса / Varastati Vana Toomas — певец
- 1970 — Заблудшие / Valge laev — журналист
- 1974 — Оперный бал / Ooperiball

## Награды
- Орден Белой звезды 5 класса (2001)
- Заслуженный артист Эстонской ССР (1973)
- Победитель международных соревнований эстрадных исполнителей в Сочи (1968)
- Специальная премия на международном конкурсе вокальных исполнителей «Золотой Орфей» в Болгарии (1971)
- Первый лауреат премии Международного музыкального фестиваля-конкурса им. Георга Отса (1976)